# Riccardo Minasi
Riccardo Minasi (Roma-1978) es un violinista y director de orquesta italiano especializado en música barroca interpretada con instrumentos originales.

## Biografía
Recibió las primeras lecciones de música de su madre, más tarde estudio con Paolo Centurioni y Alfredo Fiorentini. Ha actuado como solista y primer violín en numerosas orquestas, incluyendo Le Concert des Nations de Jordi Savall, l' Accademia Bizantina , le Concerto Italiano, Il Giardino Armonico, Concerto Vocale de René Jacobs y la Orquesta Barroca de Sevilla. En 2012 fue uno de los fundadores de la orquesta Il Pomo d’Oro de la que ha actuado como director y concertino.

## Discografía seleccionada
- 2006 : Heinrich Ignaz Biber, Sonatas del rosario (sept. 2005/janv. 2006, 2SACD Arts 47735-8)
- 2007 : Arcangelo Corelli,  Sonatas para violín.
- 2009 : Francesco Veracini, Sonatas para violín y bajo continuo (Sony)
- 2011 : Georg Friedrich Haendel, Sonatas para violín (Sony)
- 2013 : Venezia - Il Pomo D'oro, Dir. Riccardo Minasi (Virgin Classics).[4]
- 2013 : Bad Guys. Arias de Georg Friedrich Haendel, Il pomo d'oro.